# Sob (Sénégal)
Pour les articles homonymes, voir SOB.
Sob (ou Sop) est un village du Sénégal situé dans l'ouest du pays.

## Administration
Sob fait partie de l'arrondissement de Niakhar, dans le département de Fatick (région de Fatick).

## Géographie
Sob est situé 4 km dans l'ouest de la commune de Niakhar.

### Population
Les habitants sont principalement d'origine sérère.

### Activités économiques
L'arachide est cultivée dans la région.